# چک-سینه‌سرخ شکم‌سفید
چک-سینه‌سرخ شکم‌سفید (نام علمی: Cossyphicula roberti) گونه‌ای از پرندگان خانواده مگس‌گیرهای جهان قدیم Muscicapidae است که در غرب کامرون، بیوکو و جنگل‌های کوهستانی آلبرتین ریفت یافت می‌شود. زیستگاه طبیعی آن جنگل‌های جلگه‌ای نمناک نیمه‌گرمسیری و جنگل‌های کوهستانی نمناک نیمه‌گرمسیری یا گرمسیری است.
یک مطالعه تبارزایی مولکولی منتشرشده در سال ۲۰۲۳ نشان داد که چک‌سینه‌سرخ شکم‌سفید گونه خواهری چک‌سینه‌سرخ کوهی است.